# みなべいなみ農業協同組合

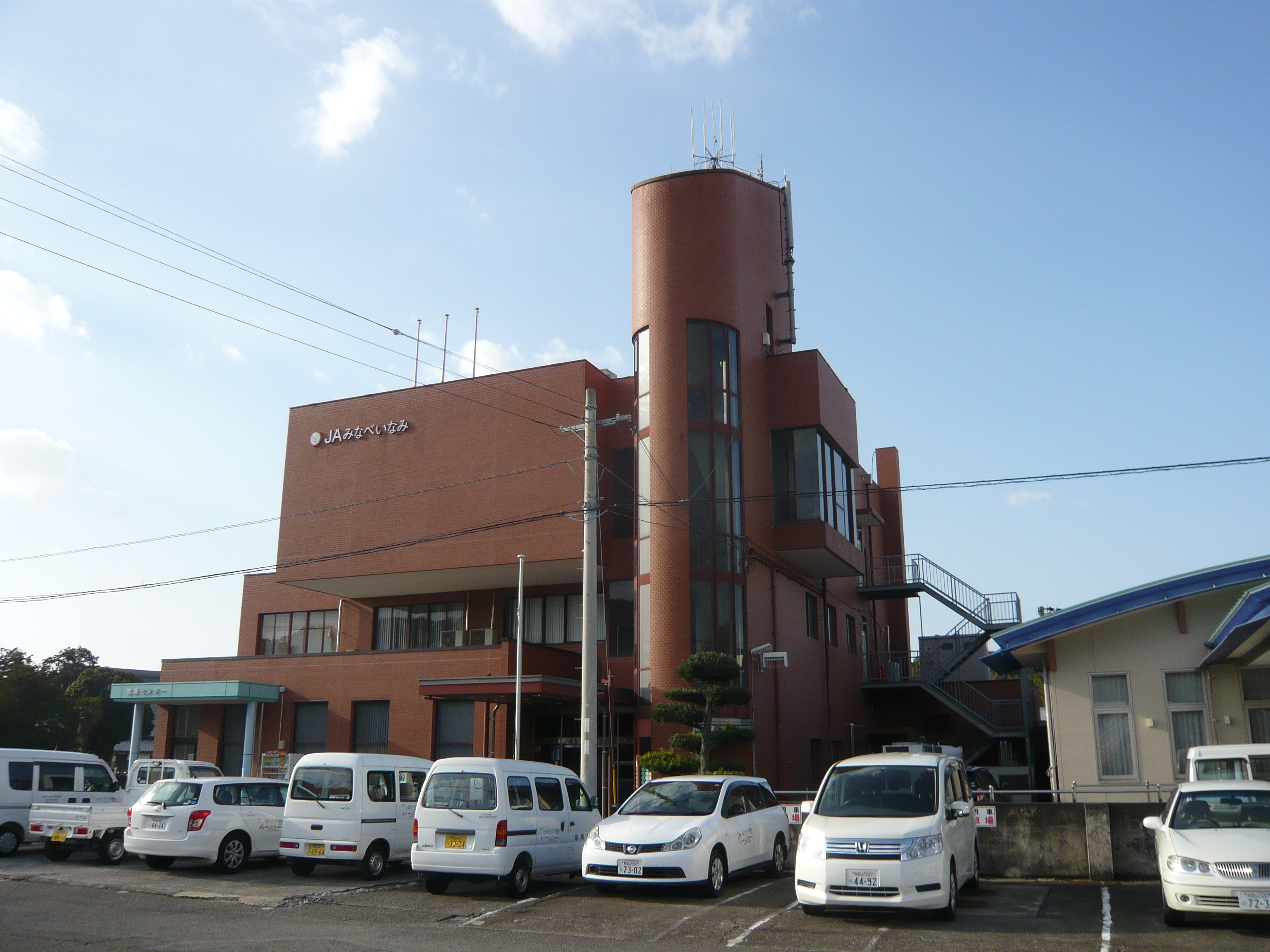
みなべいなみ農業協同組合印南支所

みなべいなみ農業協同組合（みなべいなみのうぎょうきょうどうくみあい、JAみなべいなみ）は、和歌山県日高郡みなべ町に本所を置いていた農業協同組合。
2014年4月1日、紀州中央農業協同組合を存続組合とし、グリーン日高農業協同組合とともに合併、解散した。

## 沿革
- 2003年4月1日、日高郡内の和歌山いなみ町農業協同組合とみなべ農業協同組合が合併して発足。
- 2004年12月24日、ミニトマト『優糖星』を商標登録。
- 2005年3月4日、ミニトマト『赤糖房』を商標登録。
- 2006年11月17日、地域団体商標として『紀州みなべの南高梅』を登録。
- 2011年7月12日、南高梅の生産農家からの買い付け価格を横並びにするカルテルを結んでいた疑いが強まったとして、公正取引委員会は私的独占の禁止及び公正取引の確保に関する法律（独占禁止法）違反（不当な取引制限）の疑いで同組合への立ち入り検査を実施した[1]。
- 2014年4月1日、紀州中央農業協同組合、グリーン日高農業協同組合と合併し解散。合併後の名称は紀州農業協同組合。

## 生産物
主な生産物は地域団体商標制度の認定第一弾として、地域ブランドとして認定された紀州みなべの南高梅・豆(紀州うすい･キヌサヤ)・花(スターチス・かすみ草)・ミニトマト(赤糖房･優糖星)・小玉スイカ(ひとりじめ７)である。

## 事業内容
- 営農指導事業
- 販売事業
- 信用事業
- 共済事業
- 加工事業
- 購買事業
- Aコープ事業
- 情報事業
- ふれあい事業

## 事業区域
- 和歌山県日高郡印南町
- 和歌山県日高郡みなべ町
- 和歌山県御坊市のごく一部

## 拠点

### 本所・各部
- 本所(総務部・金融共済部・営農販売部・経済部)

　　〒645-0011　和歌山県日高郡みなべ町気佐藤321番地の6

### 支所・出張所
- 印南支所

〒649-1534　和歌山県日高郡印南町大字印南2003番地
- - 切目出張所

〒649-1527　和歌山県日高郡印南町大字島田960番地の2
- - 切目川出張所

〒649-1524　和歌山県日高郡印南町大字羽六791番地
- - 切目川出張所　真妻事業所

〒644-0218　和歌山県日高郡印南町大字松原154番地
- - 稲原出張所

〒649-1532　和歌山県日高郡印南町大字印南原4836番地
- - 稲原出張所　西倉庫

〒644-0025　和歌山県御坊市塩屋町北塩屋2151番地の3
- 梅の郷支所

〒645-0026　和歌山県日高郡みなべ町谷口188番地の1
- - 南部出張所

〒645-0005　和歌山県日高郡みなべ町南道64番地
- - 岩代出張所

〒645-0014　和歌山県日高郡みなべ町西岩代1648番地
- - 高城出張所

〒645-0205　和歌山県日高郡みなべ町滝1727番地
- - 高城出張所　清川事業所

〒645-0201　和歌山県日高郡みなべ町清川2223番地の1
- - 梅の郷支所　西本庄倉庫

〒645-0027　和歌山県日高郡みなべ町西本庄803番地の1